# Бій на річці Ялу
Бій на річці Ялу — перша ключова битва на суші у російсько-японській війні 1904–1905 років між військами російської і японської імперії. Тривала з 30 квітня по 1 травня 1904 року поблизу міста Віжду, на кордоні Кореї і Маньчжурії (суч. місто Уіджі в КНДР). Закінчилася перемогою чисельно переважаючих сил японців, яка вперше поставила під питання позитивне розв'язання конфлікту на користь Росії.
| Прапор Японії | Це незавершена стаття про Японію. Ви можете допомогти проєкту, виправивши або дописавши її. |